# Nvu
Nvu（發音N-view）是個所見即所得的萬維網網頁處理系統，它是自由軟體，建基於Mozilla Composer。它的目標是能與商業的網站開發工具如Microsoft FrontPage和Macromedia Dreamweaver爭一日之長短，及成為Linux上最重要的所見即所得編輯器。Nvu的設計是極為適合非專業的電腦使用者。並不強調需要HTML或CSS的知識。
Nvu的作者為Daniel Glazman，這個計劃由Linspire（以前稱作Lindows）贊助。
Nvu有Linux、Mac OS X和Microsoft Windows的版本。原本的Nvu計畫是在開發完成之後，以此替代舊的Mozilla Suite中的Composer程式。而既然Mozilla Suite已經停止，在發佈最後一個版本之後，在2006年9月16日作者宣佈停止了Nvu的官方開發工作，也就是說也許不再會有新版的官方Nvu版本可供更新。作者稱他正替另一個Mozilla基金會的專案效力，稱作「Composer」（或稱Mozilla Composer 2.0），也就是說它將會是Mozilla Suite的後繼者SeaMonkey的HTML編輯器。由於Nvu在身後還仍然存有一些臭蟲，有人將這些程序錯誤修正以後，將軟體以「KompoZer」的名字發佈。
根據原作者的說法，Nvu計畫將出現後續版本，並改名為BlueGriffon，據說Griffon可能起源於希臘神話中的獅鷲獸（Griffin）。

## 版本歷史
- 1.0发布于2005年6月28日
- 0.90發佈於2005年3月10日
- 0.81發佈於2005年2月10日
- 0.80發佈於2005年2月1日
- 0.70發佈於2005年1月6日
- 0.60發佈於2004年12月2日
- 0.50發佈於2004年10月6日
- 0.41發佈於2004年8月11日
- 0.4發佈於2004年8月10日
- 0.3發佈於2004年6月11日
- 0.20發佈於2004年3月25日
- 0.1發佈於2004年2月4日

## 外部連結
- Nvu官網（页面存档备份，存于）
- BlueGriffon官網（页面存档备份，存于）
- NvuDev（页面存档备份，存于）
- Nvu Portable（页面存档备份，存于）
- Nvu 非官方正體中文版（页面存档备份，存于）
- KompoZer 非官方除蟲版
- NVU 非官方简体中文语言包